# Tecnoprogressivismo
Tecno-progressivismo, tecnoprogressivismo ou tecnoprogressismo (uma palavra-valise combinando "tecnociência" e "progressivismo") é uma atitude de suporte ativo à convergência da mudança tecnológica e do progresso social. Posições fortes, ainda que críticas, incluem o apoio à liberdade cognitiva, liberdade morfológica e direitos reprodutivos em particular. Os tecno-progressistas argumentam que o desenvolvimento tecnológico pode ser qualificativo e emancipador quando é regulado por autoridades legitimamente democráticas e responsáveis que assegurem que os custos sociais, riscos e benefícios sejam corretamente compartilhados por todos as reais partes interessadas neste desenvolvimento.